# Atlantis (Raumfähre)
Die Raumfähre Atlantis ist ein Space Shuttle der NASA. Benannt nach dem ersten amerikanischen ozeanografischen Forschungsschiff Atlantis, wurde sie im April 1984 fertiggestellt und hatte ihren Jungfernflug im Oktober 1985 (STS-51-J). Die interne Bezeichnung des Orbiters lautet OV-104. Ihre letzte Mission endete am 21. Juli 2011.

## Geschichte
Von 1995 bis 1997 wurde die Atlantis ausschließlich für die Flüge zur russischen Raumstation Mir im Rahmen des Shuttle-Mir-Programms eingesetzt, wofür sie mit einem Kopplungsadapter russischer Bauart ausgestattet wurde.
Am 8. Juli 2011 startete sie zu ihrer 33. und letzten Mission, welche auch die letzte Mission des Space-Shuttle-Programms war. Sie transportierte Proviant, Material und Technik für Experimente zur ISS und brachte das Logistikmodul Raffaello zur Erde zurück. Am 21. Juli 2011 pünktlich um 11.57 MESZ setzte sie sicher auf der Landebahn 15 des Kennedy Space Centers in Florida (USA) auf. Ihre Landung beendete die Ära der Shuttleflüge. Das Programm kostete zuletzt etwa 775 Millionen Dollar pro Mission.
Seit dem Ende des amerikanischen Shuttle-Programms wird die Raumfähre als Museumsstück im Besucherzentrum des Kennedy Space Centers in Florida ausgestellt.
Insgesamt hat die Atlantis in ihren 25 Dienstjahren mehr als 193 Millionen Kilometer zurückgelegt.

## Konstruktion
Die Atlantis profitierte von den Erfahrungen, die man beim Bau und Testen der Enterprise, Columbia und Challenger gemacht hatte. Bei der Fertigstellung wog sie rund 3.200 Kilogramm weniger als die Columbia. Außerdem verringerten die gemachten Erfahrungen im Shuttle-Bau die Arbeitsstunden um 49,5 Prozent (im Vergleich zur Columbia). Das ist vor allem auf die Nutzung von Hitzeschild-Decken am oberen Teil des Orbiters anstatt von kleinen Kacheln zurückzuführen.
Während der Konstruktion der Discovery und der Atlantis entschied sich die NASA dazu, „strukturelle Ersatzteile“ anfertigen zu lassen, um die Reparatur im Falle eines Unfalls zu erleichtern. Der Vertrag hatte insgesamt einen Wert von 389 Millionen Dollar und bestand aus Ersatzteilen für den hinteren und den mittleren Rumpf, sowie vordere Rumpfhälften, vertikale Ruder, Flügel und Klappen. Diese Ersatzteile wurden später für die Endeavour benutzt.
Zwischen November 1997 und Juli 1999 wurden in Palmdale, Kalifornien, an der Atlantis zahlreiche Verbesserungen und Anpassungen vorgenommen. Unter anderem wurde der Orbiter mit einem Bremsschirm und einem gläsernen Cockpit ausgestattet, es wurden neue Rohre und Verkabelungen installiert und über 800 Hitzeschutzkacheln und -decken ersetzt.

## Missionen
| Nr. | Start              | Bezeichnung | Emblem            | Besatzung |
| --- | ------------------ | ----------- | ----------------- | --- |
| 1   | 3. Oktober 1985    | STS-51-J    | Logo von STS-51-J | Karol Bobko, Ronald Grabe, David Hilmers, Robert Stewart, William Pailes                                          |
| 2   | 27. November 1985  | STS-61-B    | Logo von STS-61-B | Brewster Shaw, Bryan O’Connor, Mary Cleave, Sherwood Spring, Jerry Ross, Rodolfo Neri Vela, Charles Walker        |
| 3   | 2. Dezember 1988   | STS-27      | Logo von STS-27   | Robert Gibson, Guy Gardner, Richard Mullane, Jerry Ross, William Shepherd                                         |
| 4   | 4. Mai 1989        | STS-30      | Logo von STS-30   | David Walker, Ronald Grabe, Norman Thagard, Mary Cleave, Mark Lee                                                 |
| 5   | 18. Oktober 1989   | STS-34      | Logo von STS-34   | Donald Williams, Michael McCulley, Franklin Chang-Diaz, Shannon Lucid, Ellen Baker                                |
| 6   | 28. Februar 1990   | STS-36      | Logo von STS-36   | John Creighton, John Casper, Richard Mullane, David Hilmers, Pierre Thuot                                         |
| 7   | 15. November 1990  | STS-38      | Logo von STS-38   | Richard Covey, Frank Culbertson, Robert Springer, Carl Meade, Charles Gemar                                       |
| 8   | 5. April 1991      | STS-37      | Logo von STS-37   | Steven Nagel, Kenneth Cameron, Jerry Ross, Jerome Apt, Linda Godwin                                               |
| 9   | 2. August 1991     | STS-43      | Logo von STS-43   | John Blaha, Michael Baker, Shannon Lucid, James Adamson, David Low                                                |
| 10  | 24. November 1991  | STS-44      | Logo von STS-44   | Frederick Gregory, Terence Henricks, Story Musgrave, Mario Runco, James Voss, Thomas Hennen                       |
| 11  | 24. März 1992      | STS-45      | Logo von STS-45   | Charles Bolden, Brian Duffy, Kathryn Sullivan, David Leestma, Michael Foale, Byron Lichtenberg, Dirk Frimout      |
| 12  | 31. Juli 1992      | STS-46      | Logo von STS-46   | Loren Shriver, Andrew Allen, Claude Nicollier, Jeffrey Hoffman, Franklin Chang-Diaz, Marsha Ivins, Franco Malerba |
| 13  | 3. November 1994   | STS-66      | Logo von STS-66   | Donald McMonagle, Curtis Brown, Ellen Ochoa, Scott Parazynski, Joseph Tanner, Jean-François Clervoy               |
| 14  | 27. Juni 1995      | STS-71      | Logo von STS-71   | Robert Gibson, Charles Precourt, Ellen Baker, Bonnie Dunbar, Gregory Harbaugh                                     |
| 15  | 12. November 1995  | STS-74      | Logo von STS-74   | Kenneth Cameron, James Halsell, Jerry Ross, William S. McArthur, Chris Hadfield                                   |
| 16  | 22. März 1996      | STS-76      | Logo von STS-76   | Kevin Chilton, Richard Searfoss, Ronald Sega, Michael Clifford, Linda Godwin                                      |
| 17  | 16. September 1996 | STS-79      | Logo von STS-79   | William Readdy, Terrence Wilcutt, Thomas Akers, Jerome Apt, Carl Walz                                             |
| 18  | 12. Januar 1997    | STS-81      | Logo von STS-81   | Michael Baker, Brent Jett, John Grunsfeld, Marsha Ivins, Peter Wisoff                                             |
| 19  | 15. Mai 1997       | STS-84      | Logo von STS-84   | Charles Precourt, Eileen Collins, Carlos Noriega, Edward Lu, Jean-François Clervoy, Jelena Kondakowa              |
| 20  | 26. September 1997 | STS-86      | Logo von STS-86   | James Wetherbee, Michael Bloomfield, Wladimir Titow, Scott Parazynski, Jean-Loup Chrétien, Wendy Lawrence         |
| 21  | 19. Mai 2000       | STS-101     | Logo von STS-101  | James Halsell, Scott Horowitz, Jeffrey Williams, Susan Helms, James Voss, Mary Weber, Juri Ussatschow             |
| 22  | 8. September 2000  | STS-106     | Logo von STS-106  | Terence Wilcutt, Scott Altman, Daniel Burbank, Edward Lu, Juri Malentschenko, Richard Mastracchio, Boris Morukow  |
| 23  | 7. Februar 2001    | STS-98      | Logo von STS-98   | Kenneth Cockrell, Mark Polansky, Robert Curbeam, Marsha Ivins, Thomas Jones                                       |
| 24  | 12. Juli 2001      | STS-104     | Logo von STS-104  | Steven Lindsey, Charles Hobaugh, Michael Gernhardt, James Reilly, Janet Kavandi                                   |
| 25  | 8. April 2002      | STS-110     | Logo von STS-110  | Michael Bloomfield, Stephen Frick, Jerry Ross, Steven Smith, Ellen Ochoa, Lee Morin, Rex Walheim                  |
| 26  | 7. Oktober 2002    | STS-112     | Logo von STS-112  | Jeffrey Ashby, Pamela Melroy, Fjodor Jurtschichin, Sandra Magnus, Piers Sellers, David Wolf                       |
| 27  | 9. September 2006  | STS-115     | Logo von STS-115  | Brent Jett, Christopher Ferguson, Steven MacLean, Daniel Burbank, Joseph Tanner, Heidemarie Stefanyshyn-Piper     |
| 28  | 8. Juni 2007       | STS-117     | Logo von STS-117  | Frederick Sturckow, Lee Archambault, James Reilly, John Olivas, Patrick Forrester, Steven Swanson                 |
| 29  | 7. Februar 2008    | STS-122     | Logo von STS-122  | Stephen Frick, Alan Poindexter, Stanley Love, Rex Walheim, Leland Melvin, Hans Schlegel                           |
| 30  | 11. Mai 2009       | STS-125     | Logo von STS-125  | Scott Altman, Gregory C. Johnson, John Grunsfeld, Michael Massimino, Andrew Feustel, Michael Good, Megan McArthur |
| 31  | 16. November 2009  | STS-129     | Logo von STS-129  | Charlie Hobaugh, Barry Wilmore, Robert Satcher, Michael Foreman, Randolph Bresnik, Leland Melvin                  |
| 32  | 14. Mai 2010       | STS-132     | Logo von STS-132  | Kenneth Ham, Tony Antonelli, Michael Good, Piers Sellers, Stephen Bowen, Garrett Reisman                          |
| 33  | 8. Juli 2011       | STS-135     | Logo von STS-135  | Christopher Ferguson, Douglas Hurley, Sandra Magnus, Rex Walheim                                                  |

## Fiktion
- Im Buch Space Camp (deutscher Titel: Ferien im Weltraum) und dem gleichnamigen Film von 1986 spielt die Atlantis eine zentrale Rolle.
- In dem Film Deep Impact wird die Crew mit der Atlantis zum im Orbit geparkten Raumschiff Messiah gebracht.
- In dem Film Armageddon – Das jüngste Gericht explodiert die Atlantis aufgrund eines Asteroiden, der auf den Asteroidengürtel prallt und daraufhin den Erdorbit mit Mini-Meteoriten bombardiert.
- In dem Film Geostorm flog Gerard Butler vom Kennedy Space Center mit einem Shuttle neueren Typs mit der Bezeichnung OV-104 in den Orbit.